# Межва, Станислав
Станислав Межва (пол. Stanisław Mierzwa; 27 января 1905, Biskupice Radłowskie, Малопольское воеводство — 10 октября 1985, Краков) — польский юрист и деятель Людовы. Член Польской народной партии, заместитель генерального секретаря Польской народной партии, член Верховного совета Польской народной партии, член Губернского правления Польской народной партии в Кракове, член Губернского национального совета в Кракове (1945—1946).

## Биография
Руководитель Союза академической народной молодежи в 1932—1933 годах.
Выпускник средней школы имени гетмана Яна Тарновского в Тарнуве. В 1926 году он поступил в Высшую семинарию в Тарнуве. Из-за слабого здоровья он бросил там учебу на третьем году обучения. В 1934 году окончил юридический факультет Ягеллонского университета. В 1934–1939 годах завершил юридическое образование.
Женат на Хелене, урожденной Сциборовской.
Выступал защитником на процессах над участниками крестьянской забастовки 1937 года.
В 1940 году он стал членом подпольного Краковского межпартийного комитета от имени Народной партии. 28 марта 1945 арестован в Прушкуве НКВД, вывезен на Лубянку, в июне 1945 судился на показательном процессе шестнадцати в Москве, на котором был приговорен к 4 месяцам тюремного заключения. Освобожден в августе 1945 года. Стал вице-президентом губернского правления Польской народной партии (Миколайчиковскего) в Кракове и заместителем генерального секретаря Высшего исполнительного комитета Польской народной партии. Вёл юридическую практику в Кракове.
17 сентября 1946 года, перед предстоящими выборами в Законодательный сейм, он был арестован сотрудниками Министерства общественной безопасности. Его судили в ходе показательного процесса, который длился с 11 августа 1947 года, над семнадцатью членами II главного совета Свободы и Независимости и активистами Польской народной партии в Кракове. Прокурором был Станислав Зараковский, впоследствии главный военный прокурор. Был приговорен к 10 годам тюремного заключения. По амнистии срок был сокращен до 7 лет.
В 1953 году его освободили. В 1956—1975 годах работал юристом в Кракове. Он был инициатором создания Музея Винцента Витоса в Вержхославицах. Похоронен в семейной часовне Витос на кладбище в Вержхославицах.